# Jaechanax insignis
Jaechanax insignis là một loài bọ cánh cứng trong họ Psephenidae. Loài này được Fairmaire miêu tả khoa học đầu tiên năm 1904.